# Troll

Un troll este un provocator fără cauză, cineva care lansează o discuție cu scopul de a recrea un conflict de idei. De asemenea, un troll poate fi definit precum o persoană care eronează anumite informații pe care le face credibile cu scopul de a fi amuzante.

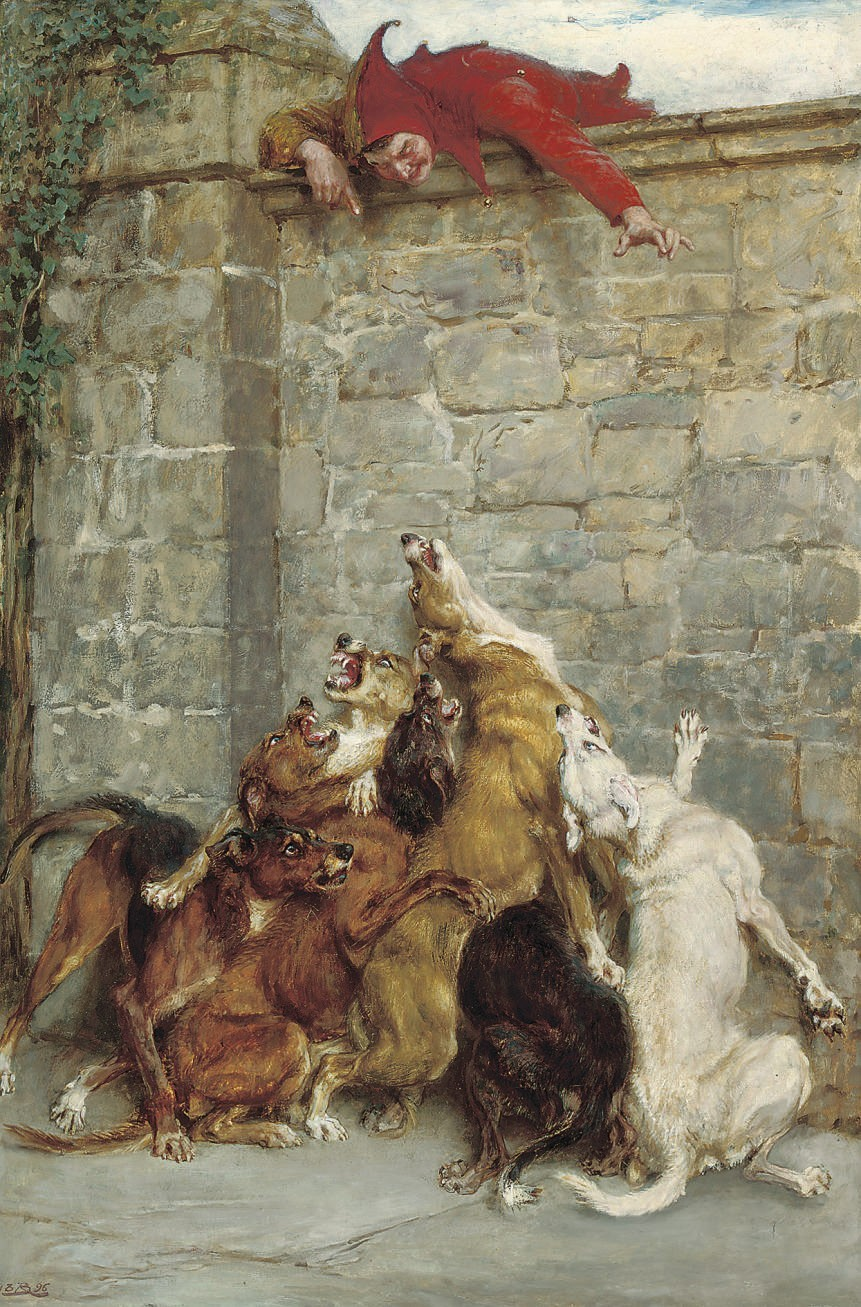
"Exasperare", de Briton Rivière (1896). Psihologul Radford sugerează că mulți troll-i se percep ca niște figuri asemănătoare bufonului, chinuindu-și ținta dintr-o poziție de relativă siguranță. (cartea "Bad clowns", Albuquerque, ed. Universității din New Mexico, S.U.A., 2016)

Troll-ul se folosește de subiecte clasice, cunoscute pentru pasiunea pe care o pot genera și pentru imposibilitatea de a le argumenta definitiv. Adesea, troll-ul se folosește de subiecte specifice comunității în care dorește să stârnească zâzania, cum ar fi regulile sau eticheta.
Atunci când întâmpină rezistență, de cele mai multe ori troll-ul nu se va adresa unei singure persoane ci audienței, într-o speranță de instigare a acesteia în ajutorul său. De aceea el va răstălmăci de cele mai multe ori mesajele și le va modela cât mai tendențios prezentând această "dezvăluire" publicului larg cu scopul de a defăima.
Troll-ul atacă orice formă de autoritate care îl împiedică să creeze zâzanie folosind expresii cheie cum ar fi: cenzură, comunism, libertate de exprimare.
Denumirea de troll se poate aplica și mesajului menit să agite spiritele.
Termenul de troll provine din limba engleză, de la trolling, tehnică de pescuit ce implică întinderea unei momeli și plimbarea acesteia dintr-o barcă în mișcare.
Fața de troll, cunoscută în engleză ca „trollface”, sau „coolface”, este uneori folosită pentru a indica trolling-ul.